# Juvancourt
Juvancourt é uma comuna francesa na região administrativa de Grande Leste, no departamento de Aube. Estende-se por uma área de 8,29 km². Em 2010 a comuna tinha 119 habitantes (densidade: 14,4 hab./km²).